# Little Brother Montgomery

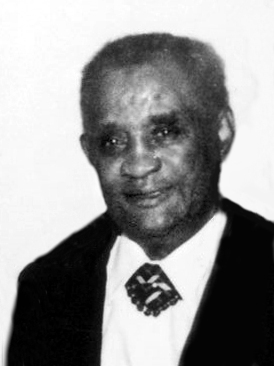
Little Brother Montgomery (1980)

Eurreal Wilford „Little Brother“ Montgomery (* 18. April 1906 in Kentwood, Louisiana; † 6. September 1985 in Chicago, Illinois) war ein amerikanischer Blues- und Jazz-Pianist und -Sänger.

## Leben
Anfang der 1920er-Jahre spielte er zunächst solo in Holzfäller- und Terpentinarbeiter-Lagern in Louisiana und Mississippi, später tourte er mit den Orchestern von Clarence Desdunes und Buddy Petit. Nach Chicago, wo er seine ersten Plattenaufnahmen machte, kam er im Jahre 1928. Von 1931 bis 1938 leitete er dann eine eigene Band in Jackson (Mississippi), zog aber 1941 wieder zurück nach Chicago, wo er den Rest seines Lebens verbrachte. Von dort aus unternahm er ausgedehnte Tourneen durch die USA und nach Europa, u. a. anlässlich des American Folk Blues Festival 1966.
In der Nachkriegszeit hat er regelmäßig Plattenaufnahmen gemacht, und zwar auf den folgenden Plattenlabeln: 77 Records, Prestige, Bluesville, Folkways, Riverside, Adelphi, Blues Beacon, Delmark, Storyville, Aves, Takoma, JSP, Flyright, Magpie, Earwig und seiner eigenen Plattenfirma “FM”.